# Henry Arthur Jones
Henry Arthur Jones (Granborough, cerca de Winslow, en Buckinghamshire, 20 de septiembre de 1851 - Hampstead, Londres, 7 de enero de 1929) fue un dramaturgo inglés.

## Biografía

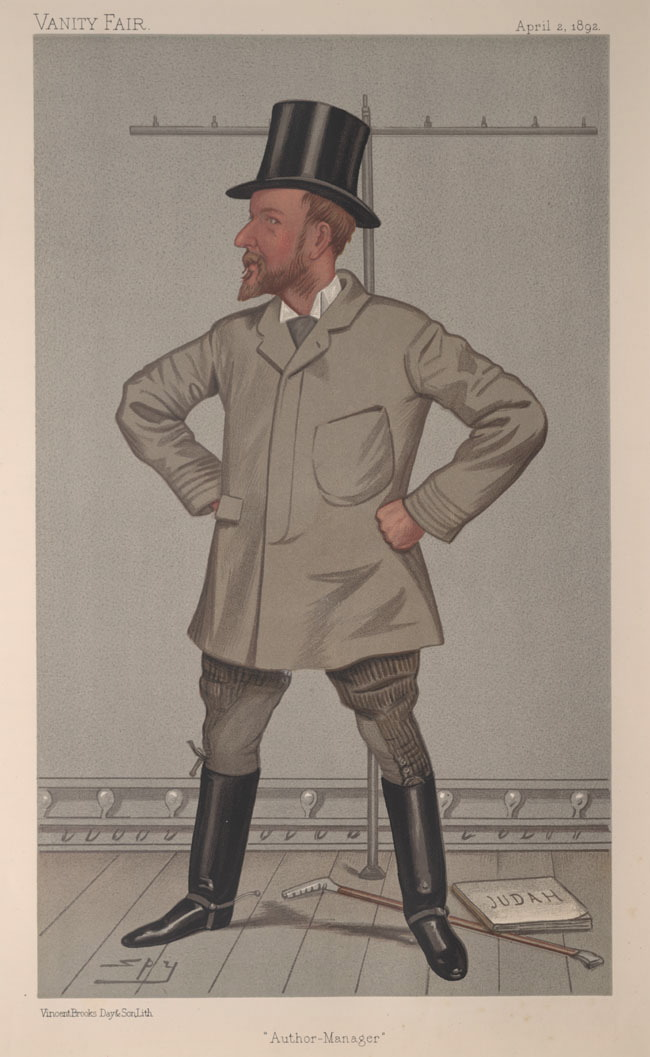
Caricatura por Leslie Ward publicada en Vanity Fair en 1892.

De humilde familia galesa, fue un escritor precoz y fecundo que empezó a escribir a los dieciséis años aunque, entregado pane lucrando a su profesión de viajante de comercio, solo consiguió estrenar a los veintisiete en Exeter (Only 'Round the Corner, 1878). Su primer éxito llegó pronto, en 1882, con un drama escrito en colaboración con Henry Herman y estrenado en Londres The Silver King; desde entonces ya no le abandonó la fortuna y pudo consagrarse solo a la escritura. 
Se especializó en melodramas y piezas que, siguiendo la tradición de alta comedia de William Congreve y Richard Brinsley Sheridan, añadían empero bastante más sátira de lo acostumbrado, por lo que se sitúa a medio camino entre el drama burgués y el crítico y social Naturalismo (adaptó con Henry Herman Casa de muñecas del dramaturgo noruego Henrik Ibsen con el título de Rompiendo una mariposa, 1884); seguía, sin embargo, los esquemas fijos del triángulo erótico y la trama bien hecha que habían instaurado Victorien Sardou dentro de una ideología por lo general conservadora y moderada, si exceptuamos un anticlericalismo que le provocó algunos problemas y su, más que feminismo, defensa de la mujer. Empero, su crítica es de sesgo meramente moral, no extendió su análisis a las clases bajas y se contentó con describir a las clases medias y altas. Entre sus virtudes, la estrecha observación de las debilidades de la aristocracia, un agudo sentido del humor y un perfecto sentido de la construcción dramática.
Escribió ochenta y tres piezas teatrales. Para él sus obras maestras fueron Michael and His Lost Angel (1896) y Los embusteros (The Liars, 1897), obra esta última que sin embargo mereció el desdén de George Bernard Shaw al considerarla prototipo del drama "bien hecho" y convencional, aunque también hay que tener en cuenta que tanto Shaw como H. G. Wells (con quien Jones se enfrentó escribiéndole My Dear Wells: a Manual for Haters of England, 1921, colección de cartas publicadas en el The New York Times) estaban imbuidos de las ideas socialistas de la Sociedad Fabiana a que pertenecían y detestaban las ideas nacionalistas e imperialistas que Jones hizo notar tras las Guerras de los Bóeres. El desprecio de Oscar Wilde, sin embargo, ("Hay tres reglas para escribir obras de teatro. La primera es no escribir como Henry Arthur Jones; la segunda y tercera son las mismas") tenía que ver más bien con su acartonado convencionalismo.
Una colección de su teatro completo empezó a imprimirse tempranamente en 1891. Sus ideas teatrales aparecen recogidas principalmente en dos ensayos: The renascence of the english drama (1895) y The foundations of national drama (1913); en otros volúmenes trata materias ideológicas, económicas y políticas más polémicas, por ejemplo What is capital? (1925).

## Obras (incompleto)

### Teatro
- A clerical error ("Un error clerical", 1879).
- Con Henry Herman, The silver king ("El rey de plata"), 1882.
- Con Henry Herman, Breaking a butterfly: a play in three acts, 1884, adaptación de Casa de muñecas de Henrik Ibsen.
- Saints and sinners ("Santos y pecadores"), 1884.
- The middleman ("El intermedierio"), 1889.
- The Crusaders , "Los cruzados", 1891.
- The dancing girl ("La bailarina"), 1891.
- The case of rebellious Susan ("El caso de la rebelde Susana"), 1894.
- The masqueraders ("Los enmascarados"), 1894.
- The Triumph of the Philistines  "El triunfo de los filisteos", 1895.
- Michel and his lost angel ("Miguel y su ángel caído"), 1896.
- The liars, ("Los embusteros"), 1897.
- Mrs. Dane's Defence, "La defensa de la señorita Dane", 1900.
- The Hypocrites ("Los hipócritas"), 1907.
- Dolly reforming herself, 1908.
- Mary Goes First, 1913.

### Ensayo
- The renascence of the English drama; essays, lectures, and fragments relating to the modern English stage, written and delivered in the years 1883-94 (1895)
- The corner stones of modern drama a lecture delivered at Harvard University, U.S.A., on Wednesday afternoon, October 31st, 1906. London, Printed at the Chiswick Press, 1906.
- The censorship muddle and a way out of it: a letter addressed to the Right Honourable Herbert Samuel. London: Printed at the Chiswick Press, 1909.
- The foundations of a national drama: a lecture delivered by Henry Arthur Jones at the Royal Institution, Albermarle Street, W. on Friday evening, March 18th, 1904 (1904), ampliado luego a The foundations of a national drama; a collection of lectures, essays and speeches, delivered and written in the years 1896-1912 (1913)
- Shakespeare and Germany, London: C. Whittingham and Co., 1916.
- My Dear Wells: a Manual for Haters of England, 1921.
- What is capital? An inquiry into the meanings of the words "capital" and "labour;" claiming that these two large abstract terms are currently used in a false sense which confuses political thought and provokes industrial hatred and strife; written in the hope of persuading our manual workers to make a fresh survey of the whole economic field in a healing and reconciling spirit. London, F. Nash & Grayson Limited, [1925].